# Harald Johnsson (författare)

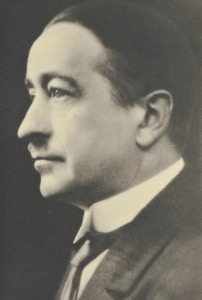
Harald Johansson.

Karl Olof Harald Johnsson, född 23 juli 1886 i Östra Broby socken, Skåne, död 30 april 1936 i Stockholm, var en svensk författare och översättare.

## Biografi
Föräldrar var garvaren Olof och Bengta Johnsson. Han tog studentexamen 1904 i Kristianstad och studerade 1904-1908 vid Lunds universitet. Han medarbetade 1907-1910 i pressen, främst i Lunds Dagblad. De följande tre åren var han verksam som litterär konsult åt flera olika förlag och han medarbetade i ett stort antal tidningar och tidskrifter samt även i Barnbiblioteket Saga från 1923.     
Förutom lyrik, noveller, barn- och ungdomsböcker och vuxenromaner under eget namn, utgav Johnsson även närmare 40 detektivromaner under pseudonymen Robinson Wilkins och varierande titlar under pseudonymerna Bengt Bernfeldt, Max Miller och Gran Schiöldbrand. De översattes till danska, tyska, engelska och tjeckiska. Johnsson har kallats Göingebygdens skald och flera av hans dikter, historisk skildringar och folklivsberättelser utspelas där. 
Hans var även verksam som översättare av böcker i samma genrer som det egna författarskapet. Johnsson var ledamot av Sveriges författarförenings styrelse. Han gifte sig 1913 med författaren och översättaren Karin Johnsson, född Johansson.

### Skönlitteratur
- Dagrar : vers och fragment. Landskrona. 1906. Libris 1614649
- Solregn : dikter. Stockholm: Bonnier. 1907. Libris 1614654
- Göingar : historier från nordskånska obygder. Åhlén & Åkerlunds enkronas böcker ; 22. Göteborg: Åhlén & Åkerlund. 1909. Libris 1614652
- Karrikatyrer och blyertsteckningar. 1-2. Malmö: Framtiden. 1909. Libris 1614653
- Förbrytare och andra berättelser om ensamma lif. Göteborg: Åhlén & Åkerlund. 1910. Libris 1614651
- Den gamla byn och andra dikter. Göteborg: Åhlén & Åkerlund. 1910. Libris 1614650
- Djupens sånger : dikter. Göteborg: Åhlén & Åkerlund. 1911. Libris 1635290
- Göingelif och annat lif. Göteborg: Åhlén & Åkerlund. 1911. Libris 1635291
- Studentlif. Göteborg: Åhlén & Åkerlund. 1912. Libris 1635294
- Ödemarkslandet : gestalter och bilder från land och stad. Göteborg: Åhlén & Åkerlund. 1912. Libris 1635297
- Den blå stjärnan : roman. Stockholm: Dahlberg. 1913. Libris 1635289
- När den röda hanen gal : berättelser och humoresker. Göteborg: Åhlén & Åkerlund. 1913. Libris 1635293
- Dödsskottets eko från Sarajevo till Balkan : en österrikisk aviatikers äventyr till lands och sjöss / av Gran Schiöldbrand. Stockholm: Dahlberg. 1914. Libris 1639113
- Hemligheten på Thorshill : roman. Stockholm: Dahlberg. 1914. Libris 1635292
- Den röda grevinnan : detektivroman / av Robinson Wilkins. Dahlbergs romanbibliotek ; 130. Stockholm: Dahlberg. 1915. Libris 1641563
- Det svarta strecket : detektivroman / av Robinson Wilkins. Dahlbergs romanbibliotek ; 115. Stockholm: Dahlberg. 1915. Libris 18628589. http://urn.kb.se/resolve?urn=urn:nbn:se:kb:eod-1641564
- Tom Teges pekfinger : detektivroman / av Robinson Wilkins. Stockholm: Dahlberg. 1915. Libris 1641565
- De tre ormögonen : detektivroman / av Robinson Wilkins. Stockholm: Dahlberg. 1915. Libris 1641562
- Två kvinnor och en karolin : roman. Dahlbergs romanbibliotek ; 90. Stockholm: Dahlberg. 1915. Libris 1635295
- År och dagar : dikter. Stockholm: Sv. andelsförl. 1915. Libris 1635296
- Doktor Bertrams två hjärtan : detektivroman / av Robinson Wilkins. Stockholm: Dahlberg. 1916. Libris 1660975
- Den döda hämnerskan : detektivroman / av Robinson Wilkins. Stockholm: Dahlberg. 1916. Libris 1660967
- Dödsmasken : detektivroman / av Robinson Wilkins. Stockholm: Dahlberg. 1916. Libris 1660978
- Den fjärde främlingen : detektivroman / av Robinson Wilkins. Stockholm: Dahlberg. 1916. Libris 1660968
- Den grå bindeln : detektivroman / av Robinson Wilkins. Stockholm: Dahlberg. 1916. Libris 1660969
- Handen med de sju fingrarna : detektivroman / av Robinson Wilkins. Stockholm: Dahlberg. 1916. Libris 1660983
- I förbund med döden : detektivroman / av Robinson Wilkins. Stockholm: Dahlberg. 1916. Libris 1660984
- De ovala ringarna : detektivroman / av Robinson Wilkins. Stockholm: Dahlberg. 1916. Libris 1660963
- Den rutiga skuggan : detektivroman / av Robinson Wilkins. Stockholm: Dahlberg. 1916. Libris 1660971
- Det sista tolvslaget : detektivroman / av Robinson Wilkins. Stockholm: Dahlberg. 1916. Libris 2729429
- Den vita handen : detektivroman / av Robinson Wilkins. Stockholm: Dahlberg. 1919. Libris 1660972
- Abdul Omars hämnd : äventyrsroman / av Max Miller. Stockholm: Dahlberg. 1917. Libris 1656133
- Det döda skeppet : äventyrsroman / av Max Miller. Stockholm: Dahlberg. 1917. Libris 1656134
- Elfenbenskulan : äventyrsroman / av Max Miller. Stockholm: Dahlberg. 1917. Libris 1656135
- Fallet Roxen : detektivroman / av Robinson Wilkins. Stockholm: Dahlberg. 1919. Libris 1660980
- Furstinnan med smaragderna : detektivroman / av Robinson Wilkins. Stockholm: Dahlberg. 1917. Libris 1660982
- Kedjan med de tre länkarna : detektivroman / av Robinson Wilkins. Stockholm: Dahlberg. 1917. Libris 1660985
- Max Marcus' kikare : detektivroman / av Robinson Wilkins. Stockholm: Dahlberg. 1917. Libris 1660987
- Stigmansblod : berättelser ur hävd och sägen. Stockholm: Dahlberg. 1917. Libris 1653998
- Dödens maskerad : detektivroman / av Robinson Wilkins. Stockholm: Dahlberg. 1918. Libris 1660977
- Fröken Duvals nejlikor : detektivroman / av Robinson Wilkins. Stockholm: Dahlberg. 1918. Libris 1660981
- Den gröna gnistan : detektivroman / av Robinson Wilkins. Dahlbergs romanbibliotek ; 30. Stockholm: Dahlberg. 1918. Libris 1660970
- Knivarnas klubb : detektivroman / av Robinson Wilkins. Dahlbergs romanbibliotek ; 44. Stockholm: Dahlberg. 1918. Libris 1660986
- Nyckeln med silverringen : detektivroman / av Robinson Wilkins. Romanbiblioteket ; 10. Stockholm: Dahlberg. 1918. Libris 1660988
- De tre Rubens : detektivroman / av Robinson Wilkins. Dahlbergs romanbibliotek ; 3. Stockholm: Dahlberg. 1918. Libris 1660966
  -  Rovriddarens hemlighet : detektivroman /av Robinson Wilkins. Nyckel-böckerna, 0469-2896 ; 168. Göteborg: Romanförl. 1945. Libris 1403068 - Ändrad titel.
- Donald Dolmas diamanter : detektivroman / Robinson Wilkins. Stockholm: Wahlström. 1919. Libris 1660976
- Dödssignalen : svenskt original / Robinson Wilkins. Detektivbiblioteket, 99-3138538-3 ; 83. Stockholm: Wahlström. 1919. Libris 1660979
- Kaparens guld : berättelse för pojkar / Robinson Wilkins. B. Wahlströms Ungdomsböcker, 99-0117885-1 ; 33. Stockholm: B. Wahlström. 1919. Libris 1660288
- Det svarta rummet : detektivroman / Robinson Wilkins. Detektivbiblioteket, 99-3138538-3 ; 86. Stockholm: Wahlström. 1919. Libris 1660973
- Sagan om Sven och prinsessan Snuske-Lisa : med originalträsnitt / av John Dunge. Stockholm: Wahlström & Widstrand. 1920. Libris 1653997
- De tolv sigillen : detektivroman / Robinson Wilkins. Stockholm: Wahlström. 1920. Libris 1660964
- Douglas Kingstons vågspel : äventyrsberättelse / av Robinson Wilkins. Ungdomsbiblioteket ; 98. Stockholm: B. Wahlström. 1921. Libris 1483577
- Flickorna på Borga : roman / Gran Schiöldbrand. Stockholm: Wahlström. 1921. Libris 1481575
- Hustru sökes : roman från våra dagar / av Bengt Bernfeldt. Stockholm: Hökerberg. 1921. Libris 1470149
- Jätten Tusenfinger och starke Knös, som vann prinsessan : Saga / illustrerad av A. T. Byberg. Stockholm: Folkskolans barntidning. 1921. Libris 1485639
- Kaleb Keenans kupp : äventyrsberättelse / av Robinson Wilkins. Ungdomsbiblioteket ; 96. Stockholm: B. Wahlström. 1921. Libris 1483575
- Röda schaktets gåta : äventyrsberättelse / av Robinson Wilkins. Ungdomsbiblioteket ; 91. Stockholm: B. Wahlström. 1921. Libris 1483570
- Äventyret i Caranza : berättelse för pojkar / av Robinson Wilkins. Ungdomsbiblioteket ; 94. Stockholm: B. Wahlström. 1921. Libris 1483573
- Kaparnes konung : äventyrsberättelse / av Robinson Wilkins. Ungdomsbiblioteket ; 121. Stockholm: B. Wahlström. 1922. Libris 1483600
- Kvinnan, som han glömde ... : herrgårdsroman / Bengt Bernfeldt. Stockholm: Hökerberg. 1922. Libris 1470150
- Med farbror Sixtus bland Afrikas vildar : pojkbok / av Robinson Wilkins. Pojkarnas bästa böcker ; 6. Stockholm: Hökerberg. 1922. Libris 1341995
- Silvervit : sagor. Silvervit ; 1923. Stockholm: Sv. läraretidn. 1923. Libris 10448652
- Lille Haralds resa jorden runt jämte andra sagor och berättelser från skilda länder. Stockholm: Wahledow. 1924. Libris 1485640
- En man sökes... : en roman om filmfolk och annat folk / av Bengt Bernfeldt. Stockholm. 1924. Libris 2729424
- Mr Carltons hämnd : äventyrsroman / av Robinson Wilkins. Chelius romanserie ; 163. Stockholm: Chelius. 1926. Libris 1337514
- Snapphanarna : berättelse / teckningar av Hjalmar Eneroth. Ungdomens bibliotek, 99-0447297-1 ; 7. Stockholm: Sv. läraretidn. 1927. Libris 1336699
- Guldlandets erövring : Inkariket och dess fall / teckningar av Helge Artelius. Ungdomens bibliotek, 99-0447297-1 ; 10. Stockholm: Svensk läraretidnings förl. 1928. Libris 1336702
- Tempeltornet : en berättelse från det gamla Babylon / teckningar av Helge Artelius. Ungdomens bibliotek, 99-0447297-1 ; 12. Stockholm: Sv. läraretidn. 1929. Libris 1336703
- Herr Holger till Häckeberga : en diktcykel. Stockholm: Hökerberg. 1930. Libris 1332675
- Johan Fältman avslöjar tågtjuven : en detektivhistoria för ungdom efter tysk idé / av Bengt Bernfeldt. Pojkarnas bästa böcker ; 7. Stockholm: Hökerberg. 1930. Libris 1341996
- Nordens apostel : Ansgars liv och verk / teckningar av Brita Ellström och Edward Berggren. Barnbiblioteket Saga, 99-0448970-X ; 140. Stockholm: Svensk läraretidning. 1930. Libris 1317152
- Ungdomsteatern : dramatik för de unga. [1]. Ungdomens bibliotek, 99-0447297-1 ; 13. Stockholm: Svensk läraretidning. 1930. Libris 1805214 - Tillsammans med Anna Wahlenberg med flera.
- Australiens hemlighet : skildring från den femte världsdelens kolonisation. Barnbiblioteket Saga, 99-0448970-X ; 145. Stockholm: Svensk läraretidning. 1931. Libris 2297975
- Nybyggarna vid S:t Lawrencefloden : en berättelse från Kanada / teckningar av Brita Ellström. Ungdomens bibliotek, 99-0447297-1 ; 15. Stockholm: Sv. läraretidn. 1931. Libris 1364707
- Gåtornas folk : Berättelsen om de döda städernas land / teckningar av Edward Berggren. Ungdomens bibliotek ; 18. Stockholm: Sv. läraretidn. 1932. Libris 1364710
- Kantat vid invigningen av Östra Broby kyrka den 14/8 1932. Kristianstad. 1932. Libris 2729423
- Sven Ådal : roman. Stockholm: Hökerberg. 1932. Libris 1356651
- Ulfsäter : herrgårdsroman. Stockholm: Nord. rotogravyr. 1935. Libris 1356652
- Falluckans hemlighet : detektivroman / av Robinson Wilkins. Göteborg: Romanförl. 1936. Libris 1381642
- Det stålblå hotet : detektivroman / av Robinson Wilkins. Nyckel-böckerna, 0469-2896 ; 174. Göteborg: Romanförl. 1945. Libris 1403074

### Varia
- Den siste tsaren, hans liv och lidande / av Max Miller. Stockholm: Nya förl. 1921. Libris 1488029
- Nordenskiöldarna. Ungdomens bibliotek, 99-0447297-1 ; 22. Stockholm: Sv. läraretidn. 1934. Libris 1364713
- Birgitta : bilder ur det svenska helgonets liv / illustr. av Edward Berggren. Ungdomens bibliotek, 99-0447297-1 ; 25. Stockholm: Sv. läraretidn. 1935. Libris 1364716
- Svenska stormän : biografiska skildringar. 1-2. Ungdomens bibliotek, 99-0447297-1. Stockholm: Svensk läraretidning. 1935-1936. Libris 2070719

### Översättningar (urval)
- Stein Riverton: Wilson (1916)
- P. G. Wodehouse: Vännen Archies missöden (Hökerberg, 1922)
- Raymond Escholier: De soliga bergen: berättelsen om den glade Cantegrils liv och leverne (Hökerberg, 1923)
- Edgar Jepson: En fästmö för mycket (Hökerberg, 1924)
- Edgar Rice Burroughs: Prinsessan av Mars: äventyrsroman (Hökerberg, 1924)
- Clarence Edward Mulford: Hoppsan Cassidy på tjugonde bommen: prärieroman (Hökerberg, 1928)
- Wallace Ellison: En man har rymt: en engelsk krigsfånges äventyr under flykt från interneringsläger och fängelser i Tyskland (Hökerberg, 1929)
- James Fenimore Cooper: Hjortdödaren (The deerslayer) (Svensk läraretidning, 1929) (Barnbiblioteket Saga, 138)
- Essad, bey: Kaukasus tolv hemligheter (12 Geheimnisse im Kaukasus) (1931)
- James Hilton: Himlens vrede (Hökerberg, 1933)
- Mark Twain: Huckleberry Finns äventyr (The adventures of Huckleberry Finn) (Svensk läraretidning, 1936) (Barnbiblioteket Saga, 166)